# Corbera de Llobregat
Corbera de Llobregat es un municipio y localidad española de la provincia de Barcelona, en la comunidad autónoma de Cataluña. El término municipal, ubicado en la comarca del Bajo Llobregat, tiene una población de 15 726 habitantes (INE 2024).

## Geografía
Integrado en la comarca de Bajo Llobregat, se sitúa a 30 km del centro de Barcelona. El término municipal está atravesado por la autovía del Nordeste A-2 y la antigua carretera N-II en el pK 596, además de por las carreteras BV-2421, que se dirige a La Palma de Cervelló, y BV-2425 que permite la comunicación con Gélida. Está situado en la margen derecha del río Llobregat, aunque el término municipal se extiende hasta las sierras de Ordal, cuya máxima altitud en el municipio es el Puig d'Agulles con 653 m, situado en el límite con Cervelló, destacando también Creu de l'Aragall (549 m) en el límite con Castellví de Rosanes. El principal curso de agua es la riera de Corbera, que desagua en el Llobregat. La altitud oscila entre los 653 m (Puig d'Agulles) y los 40 m a orillas del río. El pueblo se alza a 210 m sobre el nivel del mar.
| Noroeste: Gélida y Castellví de Rosanés | Norte: Castellví de Rosanés y San Andrés de la Barca | Noreste: Castellbisbal |
| Oeste: Gélida                           |                                                      | Este: Pallejá          |
| Suroeste: Cervelló                      | Sur: Cervelló y La Palma de Cervelló                 | Sureste: Pallejá       |

### Comunicaciones
Una carretera provincial (BV-2421) enlaza Corbera con Gélida y con el tramo que separa la N-340 de la autovía B-24, pasando por el municipio de La Palma de Cervelló. También existen otros accesos por carretera a San Andrés de la Barca y Pallejá, este último a través de la urbanización Fontpineda.
Dispone también de servicio de autobús que enlaza la población con Barcelona cada 15-60 min, dependiendo si son horas punta. Otras líneas comunican con la FGC de San Andrés de la Barca y la estación de Molins de Rey de Rodalies.
También hay un autobús que hace el recorrido Corbera - Hospital Comarcal Moisès Broggi en San Juan Despí.

### Núcleos de población
Corbera de Llobregat está formado por tres núcleos o entidades de población y treinta y cinco urbanizaciones.
Lista de población por entidades:
| Entidad de la población | Habitantes (2009) |
| ----------------------- | ----------------- |
| Amunt, L'               | 3285              |
| Avall, L'               | 3749              |
| Corbera de Llobregat    | 6809              |

En el término municipal se han construido numerosas urbanizaciones y chalets que inicialmente eran concebidos como segunda residencia, pero que dada la calidad de vida que ofrece el municipio, así como su proximidad a la capital de la provincia, cada vez más se convierten en primera residencia, lo que ha hecho posible una importante dinamización de la vida de esta villa milenaria, tanto desde el ámbito cultural como desde el social.
Una treintena de urbanizaciones están repartidas por todo el término municipal de Corbera de Llobregat: Núcleo urbano, Cases Pairals, Ca n'Armengol, Can Canonge, Can Coll, Can Llopard, Can Lluís, Can Margarit, Can Montmany, Can Moriscot, Can Palet, Can Planes, Can Rigol, El Bonrepòs, El Mirador, Els Herbatges, Els Carsos, Els Guixots, L'Amunt, La Casa Cremada, La Creu de L'Aragall, La Creu de L'Aragall Júnior, La Creu Nova, La Creu Sussalba, La Servera, La Soleia, Les Cases Pairals, Les Parretes, Mas d'en Puig, Sant Cristòfol, Santa Maria de la Vall y Socies.

## Historia

### Corbera milenaria

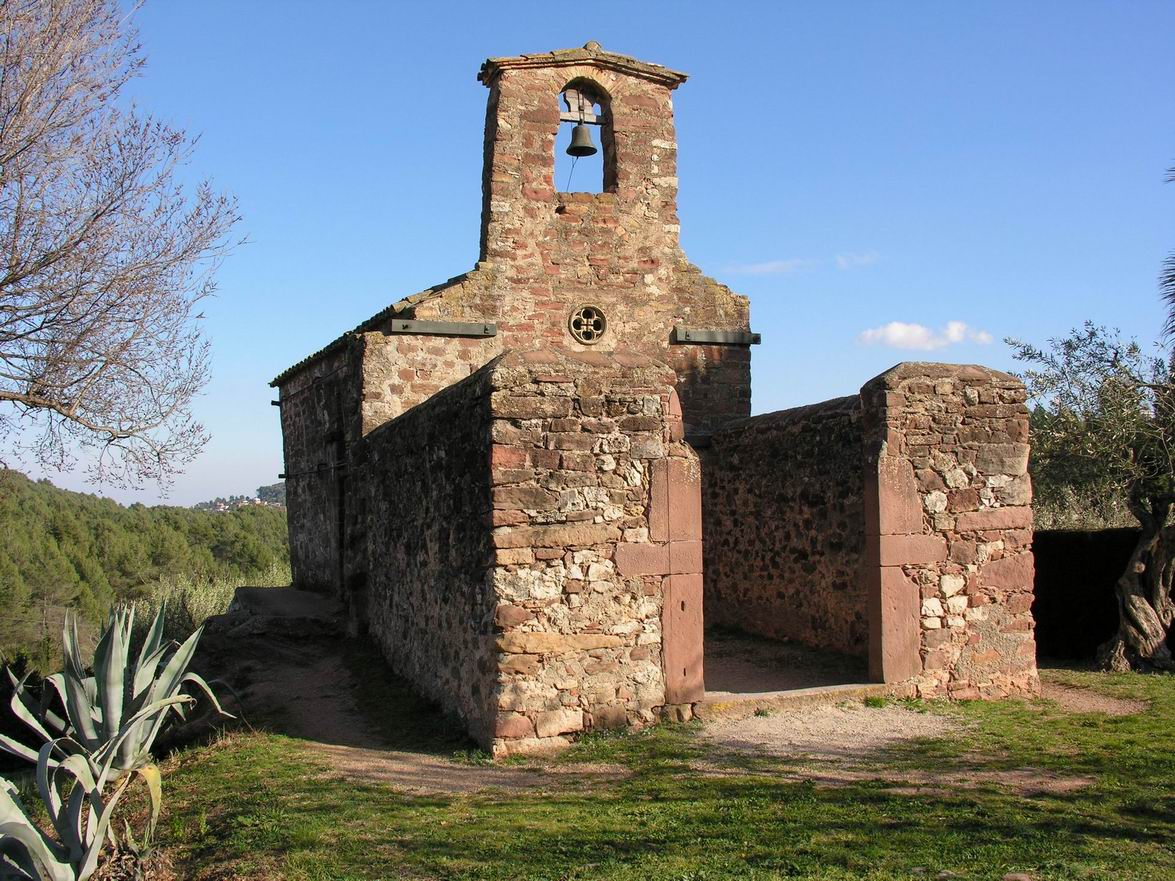
Iglesia de San Cristóbal,

Las primeras referencias a Corbera son del año 992 en documentos referentes a los límites del castillo de Cervelló, aunque encontramos los primeros documentos sobre el castillo de Corbera en el testamento de Guillermo de Mediona, propietario y señor en 1032.
Capilla de San Cristóbal de mediados del siglo XI, de una nave, con el ábside semicircular más estrecho y de época posterior a la obra original. La cubierta es hazaña con envigado a doble vertiente. De la capilla de Santa María Magdalena se tiene constancia desde 1295. El monasterio de Sant Ponç, aunque se encuentra situado en el término municipal de Cervelló, ha estado ligado socioeconómicamente y parroquialmente a Corbera de Llobregat. Data del siglo XI.

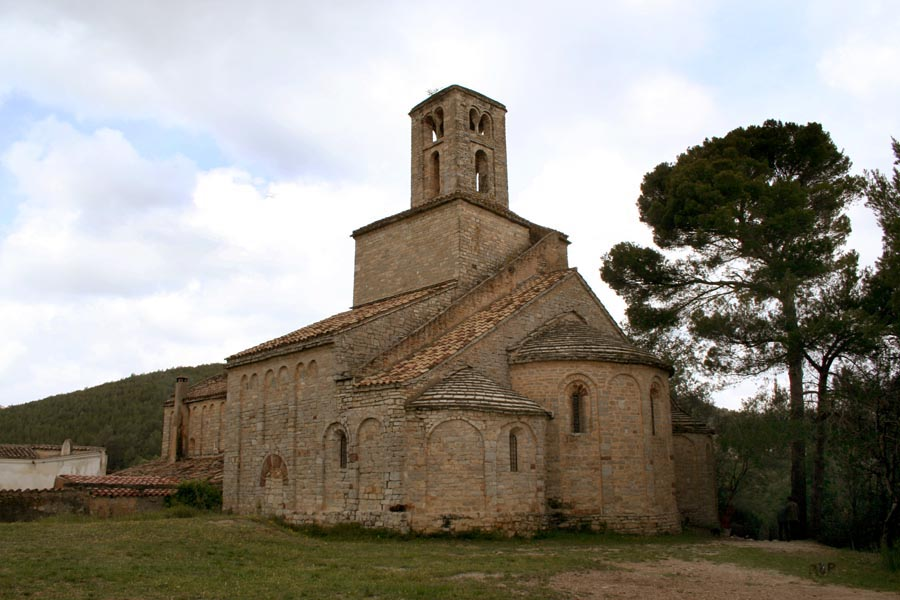
Sant Ponç de Corbera

### SiglosXIXyXX
Durante el siglo XIX todas las montañas de Corbera de Llobregat eran cultivadas de viña, cerca de las cimas aún hoy se pueden ver los márgenes de piedra y las barracas de los labradores. A finales del siglo XIX llegó la epidemia de la filoxera y los montes se convierten en bosques y terrenos yermos. Se conservan los huertos y los sembrados en los valles y las masías. Prospera la fabricación de cal y aparecen muchas fábricas de yeso, la leña para hacer trabajar los hornos dejan los bosques limpios.
Hasta la reforma de la nomenclatura municipal de 1916 el municipio se llamaba simplemente Corbera. En dicha fecha su nombre fue modificado por el de Corbera de Llobregat.
A finales del siglo XX se abandonan los cultivos y cesa la producción de yeso, vuelven a proliferar las áreas de bosques. Las masías y sus terrenos se convierten en urbanizaciones.

## Demografía
Corbera de Llobregat cuenta con una población de 15 726 habitantes (INE 2024).
| Gráfica de evolución demográfica de Corbera de Llobregat entre 1842 y 2021                                          |
| |
| Población de derecho según los censos de población del INE Población de hecho según los censos de población del INE |

## Administración y política
| Periodo   | Nombre | Partido     |
| --------- | --- | ----------- |
| 1979-1983 | Josep Roig Guim                                                                                             | CIU         |
| 1983-1987 | Salvador Roig Armengol                                                                                      | CIU         |
| 1987-1991 | Enric urgellés i Xancó                                                                                      | CIU         |
| 1991-1995 | Enric Urgellés i Xancó                                                                                      | CIU         |
| 1995-1999 | Pere Alegrí i Navarro                                                                                       | PSC         |

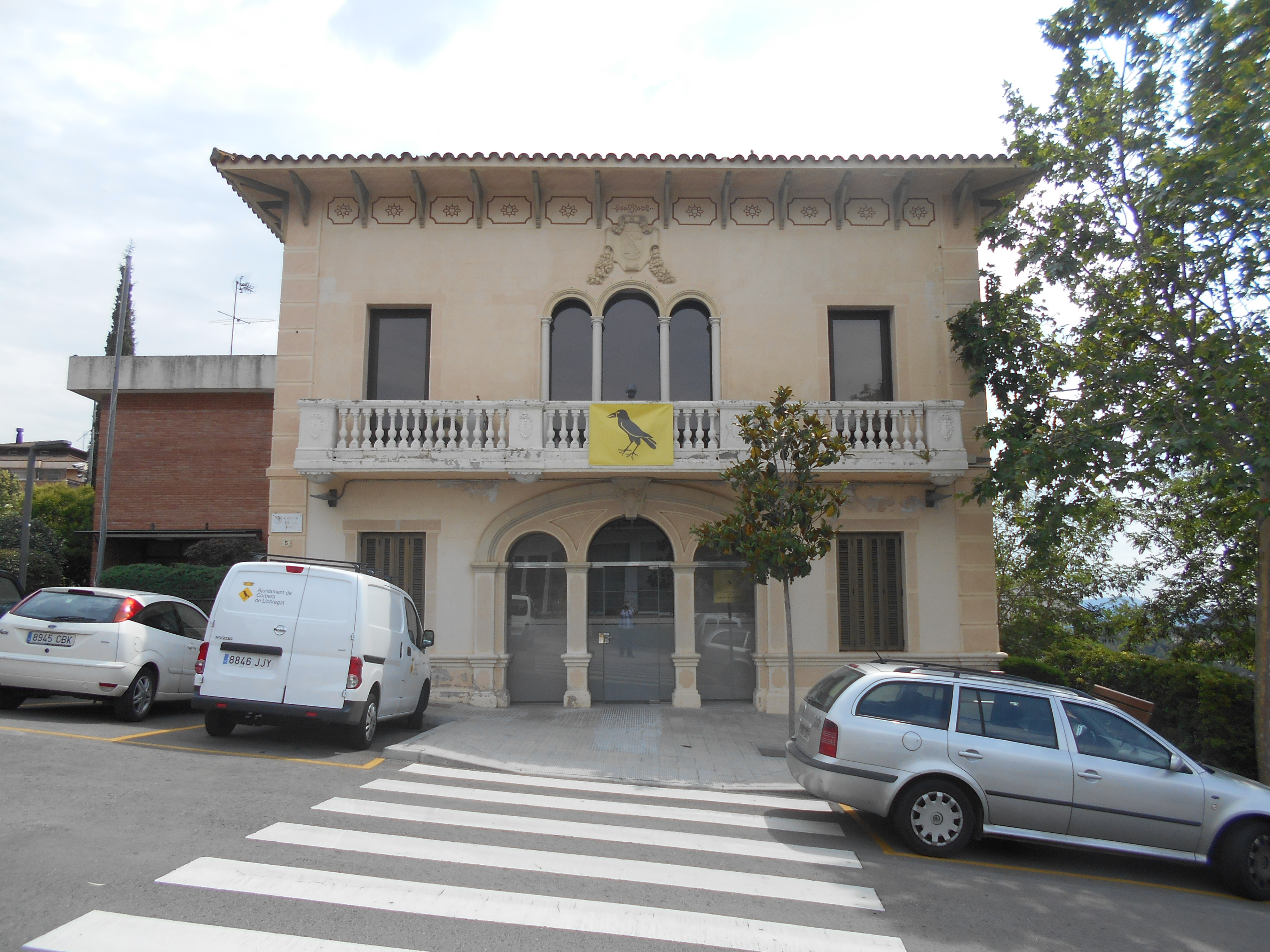
Casa consistorial

| 1999-2003 | Pere Alegrí i Navarro (1999-2000) Tomàs Assens i Palou (2000-2002) Rosa Boladeras i Serraviñals (2002-2003) | PSC CUC PSC |
| 2003-2007 | Rosa Boladeras i Serraviñals                                                                                | PSC         |
| 2007-2011 | Manel Ripoll Puertas (2007-2009) Josep Canals Molina (2009-2011)                                            | CIU ERC     |
| 2011-2015 | Manel Ripoll Puertas (2011-2013) Rosa Boladeras i Serraviñals (2013-2015)                                   | CIU PSC     |
| 2015-2019 | Montserrat Febrero Piera (2015-2017 y 2018-) Rosa Boladeras i Serraviñals (2017-2018)                       | ERC PSC     |

## Patrimonio

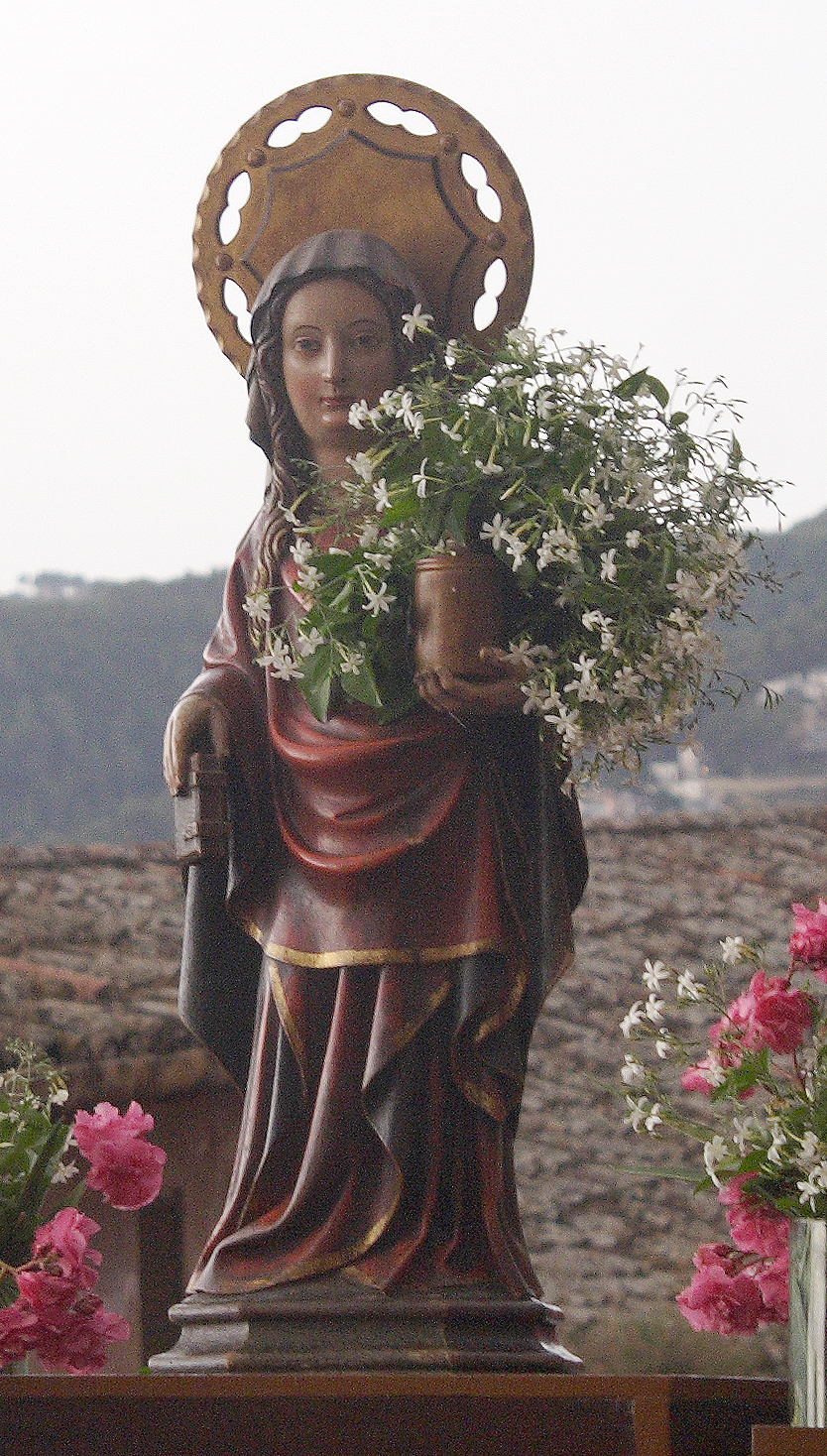
Talla gótica de Santa Magdalena

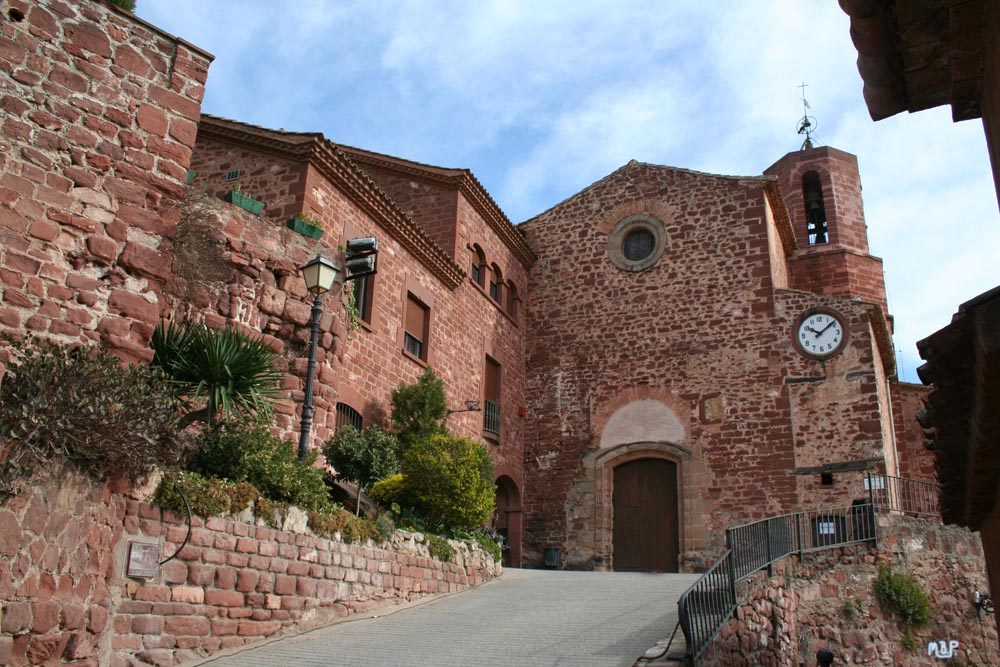
Restos del castillo de Corbera y parroquia de Santa María

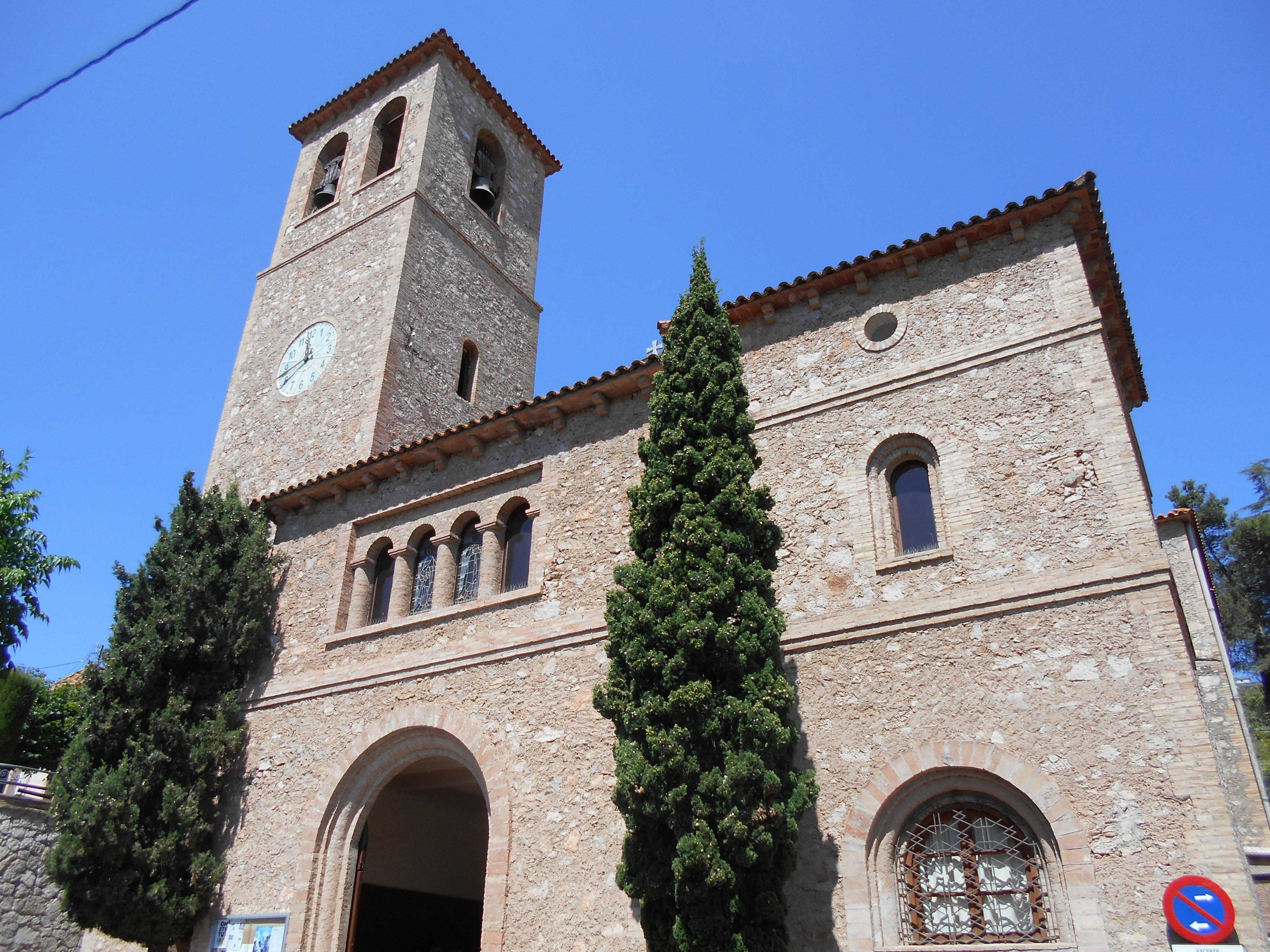
Iglesia de San Antonio Abad

La parroquia de Santa María se encuentra en el casco antiguo de Corbera Alta, se alza en el mismo sitio dónde se encontraban las ruinas del antiguo castillo de Corbera de Llobregat, destruido en 1714, por orden de Felipe V. La construcción de la casa parroquial se llevó a cabo en 1950 por Jeroni Martorell i Tarrats (1877-1951) y para llevarla a cabo se aprovecharon los restos de muros y piedras que quedaban de la antigua fortificación.
La devoción del pueblo de Corbera de Llobregat hacia Santa Magdalena es antiquísima. Ya aparece en un documento de 1295, en el archivo de la catedral de Barcelona. En este documento se menciona la fundación de un altar para la Santa (no de la capilla que es posterior) en la iglesia de Corbera.
Dentro del edificio parroquial se encuentra todavía la puerta gótica que daba acceso a la capilla de Santa María Magdalena. 
Los orígenes de esta capilla, son inciertos. La encontramos documentada a partir de 1305 y sabemos que fue ampliada durante los siglos XIV, XV y XVI. A mediados de siglo XVIII, el aumento de población hizo la construcción de un nuevo templo, más grande, que es el que ha llegado a nuestros días. Se edificó entre 1748 y 1750. Consta de una amplia nave sin ábside, cubierta con vuelta de lunetos y con capillas a los laterales. Una de esas capillas es donde se encuentra una bella talla gótica del siglo XV de la santa.
También es destacable un retablo renacentista del Rosario, una muy importante talla románica de la Virgen de la Leche, y un interesante archivo parroquial.
La Creu Nova. Las primeras referencias documentales son de 1566; no se dispone no obstante documentación relativa al año de su construcción. Se trata de uno de los mejores ejemplos de cruz gótica de término de Cataluña. Obra del siglo XVI, es posible que originariamente estuviere protegida por una cúpula sostenida por cuatro columnas de les cuales se conservan las bases. Fue restaurada en 1883. Esculpida, la cruz muestra a Cristo y a la Virgen. En el capitel se ven los Evangelistas y la escena de la Visitación.
Cal Quim de los Duros construida durante el siglo XVI, es una de las casas antiguas de Corbera -existen muchas más en el núcleo urbano y en las múltiples urbanizaciones-. Sus paredes están reforzadas con contrafuertes. Su fachada ha sufrido muchas modificaciones, ejemplo de ello es el arco ojival, realizado durante el siglo XX.
Monestir de Sant Ponç, hay un gran vacío documental, pero el primer documento sobre este monasterio se fecha el 10 de septiembre de 1235 y su datación según Josep Puig i Cadafalch el cual, por comparación de su estilo y técnica de construcción según otros templos, se sitúa entre 1040 y 1070, pertenece a la parroquia de Santa María de Corbera, la cual depende también eclesiasticamente; aunque administrativamente, el monasterio pertenece al término municipal de Cervelló.

## Cultura

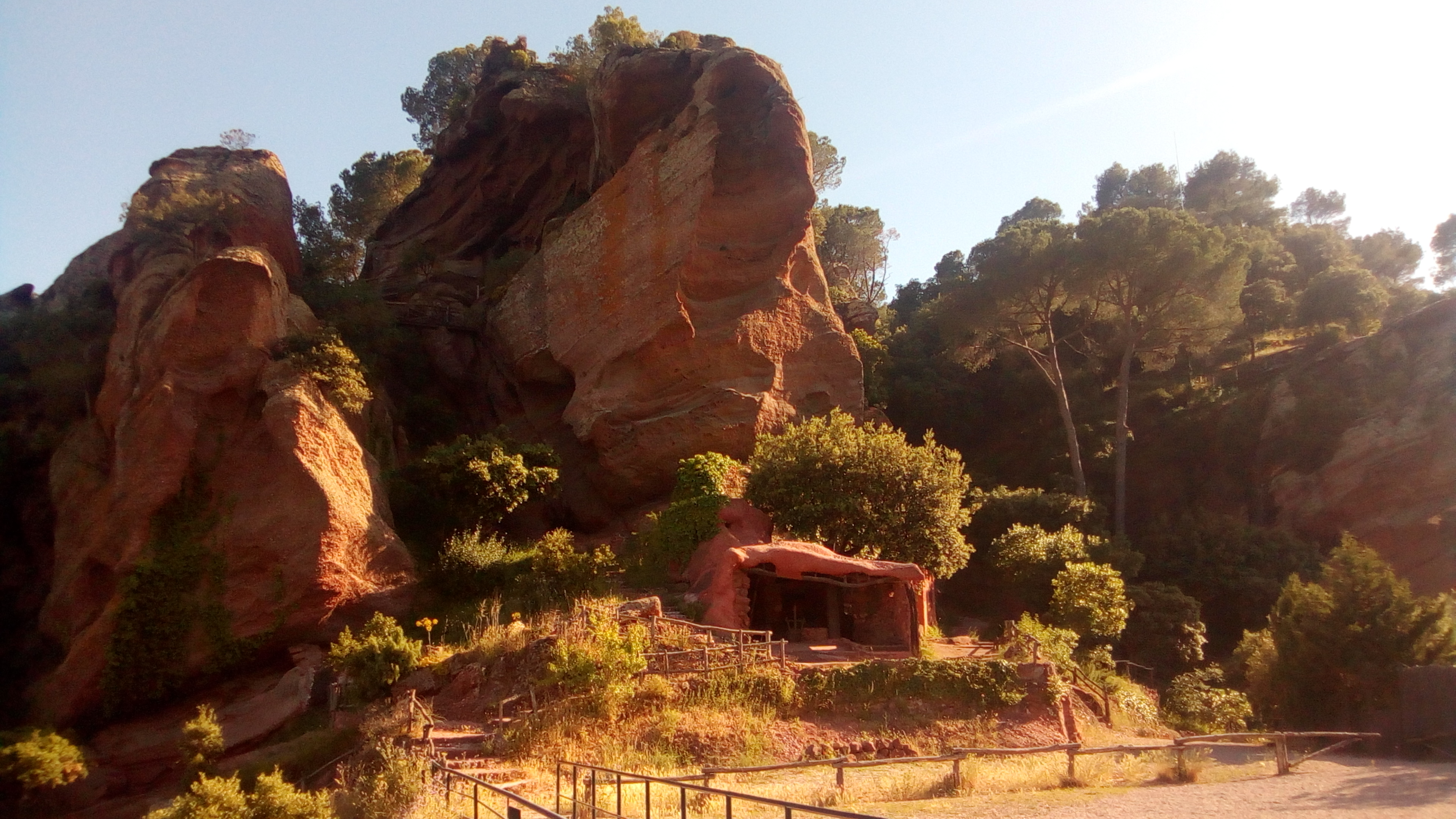
Penya del Corb

Un evento puntero por Navidad son las representaciones de El Pessebre Vivent (belén viviente) que tiene el honor de ser el primer pesebre viviente de Cataluña. Las representaciones tienen lugar en la Penya del Corb desde el primer fin de semana de diciembre hasta el segundo fin de semana de enero.

### Fiestas
- Fiesta mayor de invierno, celebrada por San Antonio Abad, el 17 de enero.
- Fiesta mayor de verano, celebrada por Santa Magdalena, el 22 de julio.
- Acopio de San Poncio (Aplec de Sant Ponç), celebrada por la parroquia de Santa Magdalena de Corbera el segundo domingo de mayo.

### Deporte
En Corbera se puede encontrar las instalaciones deportivas municipales con un pabellón municipal de deportes, campo de fútbol, pista polideportiva cubierta. La coordinación de las instalaciones está a cargo del patronato municipal de deportes. Además, por lo que se refiere al deporte, se puede encontrar la societat atlètica, la societat esportiva, el club de fútbol, los equipos de baloncesto, patinaje artístico y hockey sobre patines.
La Societat Esportiva Speleocorb practica la espeleología por toda la zona y también dispone de una sección de montaña.